# Strophopteryx nohirae
Strophopteryx nohirae är en bäcksländeart som först beskrevs av Okamoto 1922.  Strophopteryx nohirae ingår i släktet Strophopteryx och familjen vingbandbäcksländor. Inga underarter finns listade i Catalogue of Life.